# Bivacco Piero Craveri
Das Bivacco Piero Craveri, auch Bivacco delle Dames Anglaises (französisch Bivouac des Dames anglaises) genannt, ist eine Biwakschachtel der Sektion Club Alpino Accademico Italiano des Club Alpino Italiano zuoberst im Val Veny auf 3490 m s.l.m. Höhe. Die Biwakschachtel liegt auf dem Gemeindegebiet von Courmayeur.

## Geschichte
Das Biwak wurde im Jahr 1933 errichtet und von der Familie des Alpinisten Piero Craveri dem Club Alpino Accademico Italiano gespendet.

## Beschreibung
Das knapp über dem Nordsattel der Dames Anglaises liegende Biwak weist eine Grundfläche von 2 × 2,25 Meter bei einer Höhe von nur 1,25 Meter auf und bietet vier bis fünf Schlafplätze ohne jeden Komfort. Eine Beleuchtung fehlt, Wasser muss selbst geschmolzen werden. Das Biwak erleichtert den schwierigen Anstieg auf den Mont Blanc über den Peutereygrat.

## Zugang
Der übliche Zugang erfolgt in etwa fünf Stunden vom Rifugio Franco Monzino (2580 m) und gilt als schwierig. Der Anstieg führt zuerst zum Colle dell’Innominata (3205 m), von dort muss in einer schwierigen Route auf den Frêney-Gletscher abgestiegen und dieser gequert werden, um das Biwak zu erreichen.

## Aufstiege
- Mont Blanc, 4810 m, über den Peutereygrat
- Aiguille Blanche de Peuterey, 4112 m
- Aiguille Noire de Peuterey, 3773 m